# Roccavignale
Roccavignale (im Ligurischen: Ròcavignâ) ist eine italienische Gemeinde mit 749 Einwohnern (Stand 31. Dezember 2023) in der Region Ligurien. Politisch gehört sie zu der Provinz Savona.

## Geographie
Roccavignale liegt im oberen Abschnitt des Val Bormida, an der Grenze zur Provinz Cuneo. Die Gemeinde gehört zu der Comunità Montana Alta Val Bormida und ist circa 30 Kilometer von der Provinzhauptstadt Savona entfernt.
Nach der italienischen Klassifizierung bezüglich seismischer Aktivität wurde die Gemeinde der Zone 4 zugeordnet. Das bedeutet, dass sich Roccavignale in einer seismisch inaktiven Zone befindet.

## Klima
Die Gemeinde wird unter Klimakategorie E klassifiziert, da die Gradtagzahl einen Wert von 2594 besitzt. Das heißt, die in Italien gesetzlich geregelte Heizperiode liegt zwischen dem 15. Oktober und dem 15. April für jeweils 14 Stunden pro Tag.